# Caccobius tortus
Caccobius tortus är en skalbaggsart som beskrevs av Sharp 1875. Caccobius tortus ingår i släktet Caccobius och familjen bladhorningar. Utöver nominatformen finns också underarten C. t. matsudai.